# Ramal de la Base Aérea de Maceda
El Ramal de la Base Aérea de Maceda, también conocido localmente como Ramal de Maceda, es un segmento en desuso del sistema ferroviario portugués. Se localizaba en las parroquias de Maceda y de Cortegaça, en el ayuntamiento de Ovar, distrito de Aveiro, en Portugal, y unía el Aeródromo Militar de Ovar (Aeródromo de Maniobra N.º 1 de la Fuerza Aérea Portuguesa) a la Línea del Norte en el Apeadero de Carvalheira-Maceda, en sentido descendente (Campanhã).
Actualmente se encuentra desactivado y su lecho está ocupado parcialmente por carreteras y obstruido por zonas de maleza.
- Datos: Q10357298